# Renault 5
Para el modelo de 2024 véase Renault 5 EV.
El Renault 5, conocido popularmente como R-5 en su primera generación y como Supercinco en la segunda, es un automóvil de turismo del segmento B producido por el fabricante francés Renault entre 1972 y 1984. Fue fabricado principalmente en su país de origen, Francia; en Valladolid (1972-1984) y después Palencia, España; y en la planta de la empresa gubernamental Dina-Renault-Jeep en Ciudad Sahagún, México de 1975 a 1984. Se fabricaron casi 5 500 000 unidades.

## Técnica
El R5 fue creado en 1972 dentro de una corriente de moda de vehículos pequeños y sencillos que había creado el Mini. Su diseñador, Michel Boué, lo realizó con una inusitada rapidez. Partiendo de una fotografía del Renault 4 trazó las líneas maestras del R5 en dos días. 
En síntesis, consistía en crear un automóvil urbano del nuevo segmento B adaptando a escala la ingeniería del gran Renault 16 sobre la base del modesto Renault 4. De este origen en apariencia modesto derivaron sin embargo muchas de las bondades del Renault 5, como su distribución de pesos, claramente mejor que la del recientemente aparecido Renault 12 con su motor colgado por delante del eje delantero. 
A semejanza del Renault 16, el motor del Renault 5 estaba dispuesto en posición central-longitudinal, la ideal de cara al reparto de pesos, con la caja de cambios en prolongación del cigüeñal por delante del eje delantero, situación que dejaba espacio para una suspensión delantera por triángulos superpuestos que utilizaba barras de torsión como resorte, lo que permitía la regulación en altura de la carrocería. El tren trasero empleaba una suspensión independiente por brazos tirados que empleaba también barras de torsión como resorte. Como curiosidad, las barras de torsión situadas una detrás de la otra implicaban una pequeña diferencia de batalla entra ambos lados de la carrocería, pues el anclaje de uno de los brazos estaba retrasado respecto del brazo del otro lado. También a semejanza de su hermano mayor, el R-5 situaba la rueda de repuesto sobre la caja de cambios, permitiendo así contener la longitud total.
En el compartimento del motor se acercó el grupo motor al habitáculo de pasajeros para ganar espacio. Se utilizó la técnica del monocasco con una carrocería inicialmente solo de tres puertas, dejando espacio comercial al Renault 6, versión urbana del Renault 4 que a diferencia del 5 utilizaba el chasis de aquel. La transmisión en los primeros modelos conservaba el sistema de cambio derivado de los R4/R6, con el transeje de procedencia Renault 8 montado en posición delantera, incluyendo su palanca de cambios que quedaba en el interior del motor, por lo que se empleaba una larga barra para accionarla desde el interior. Posteriormente se trasladó al suelo, adaptando el sistema de reenvíos empleado en el Renault 16 por debajo del motor. Las versiones españolas montaron este sistema desde el principio. 
Los paragolpes eran de plástico, mejorando a los metálicos en el hecho de poder absorber los pequeños golpes sin deformaciones persistentes, siendo uno de los pioneros, tras los Renault 15 y 17, en ofrecer una solución que terminó adoptando la práctica totalidad de los modelos existentes en el mercado. Montaba «motores del Billancourt» con cilindradas de 782 y 845 cc y «Cléon-Fonte» entre los 956 y 1397 cc, con una mecánica simple compartida con otros modelos de la marca. 

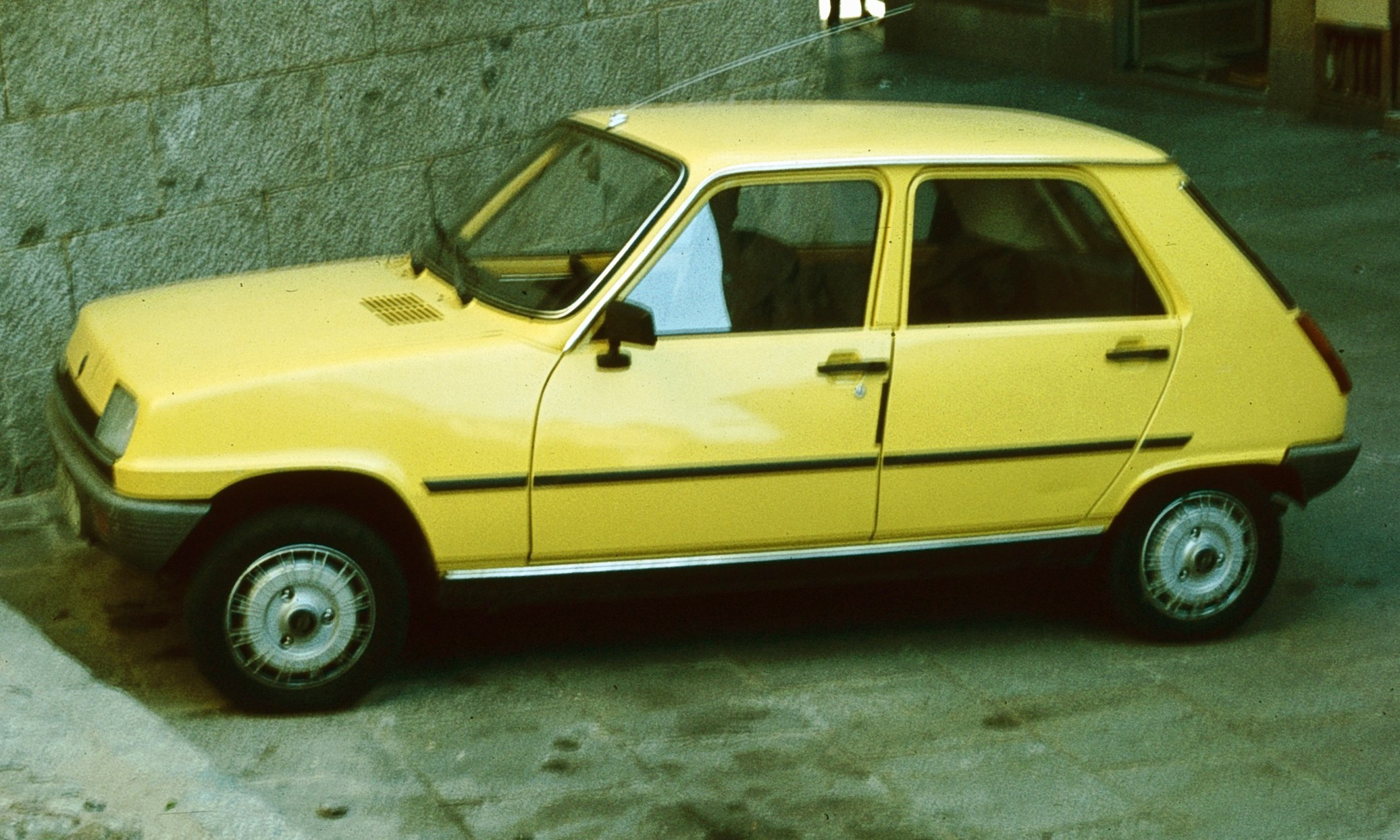
Un R5 5 puertas, introducido en agosto de 1979.

### En España
El primer modelo fabricado en España, en la factoría de Valladolid, fue el 950, basado en el TL francés, con motor de 956 cc. A partir de 1974, la gama se desdobló en 950 y TL, únicamente en base al equipamiento. Tras desaparecer el 950 poco después, en 1975 se unió a la gama el GTL (acrónimo de "Grand Tourisme Luxe"), con motor de 1037 cc, sustituido más adelante por otro de 1108 cc. La versión GTL fue durante años la más vendida de la gama, por su combinación de acabados y un completo equipamiento (como el limpiaparabrisas trasero, la luneta térmica o luces de marcha atrás) con un motor robusto y muy capaz en carretera.

#### Renault 5 LS-TS (1974-1982)
En 1974 se lanzó la primera versión deportiva y tope de gama, denominada "LS" (Luxe-Sport) con motor de 1289 cc, 64cv y carburador Weber-Bressel de doble cuerpo. La prueba realizada en Francia por la revista L'Automobile, publicada en su número 336 de mayo de 1974 titulaba en portada: "L'essai explosif d'une mini bombe" (La prueba explosiva de una mini bomba), donde además lo comparaba con otros automóviles "musculosos" de la época, como el Autobianchi A122 Abarth, el Fiat 128 Coupe 1300 SL o el Ford Escort Sport. 
En 1975 el "LS" pasó a denominarse "TS" (Tourisme-Sport), realizando ligeras modificaciones como los asientos integrales deportivos. Con esta denominación llegaría a España, donde FASA-Renault añadiría un detalle distintivo para el mercado español con el objetivo de destacar sus cualidades deportivas y distinguirlo exteriormente del resto de la gama: Los faros de largo alcance suplementarios. En principio unos Cibié Airport35 blancos montados sobre el paragolpes, muy expuestos a golpes y roturas, siendo ya integrados en la parrilla delantera desde 1976 y sustituidos por largo alcance "Kinby". Así calificó la prensa el nuevo Renault 5 TS: "Lujoso, bien equipado, incluso coquetón si se quiere; pero, básicamente, deportivo" (Autopista, Diciembre de 1975). 
El motor, con código 810 ya montado con anterioridad en el deportivo Alpine A-110 y en el Renault 12S, consiguió colocar al TS en el mercado como un compacto deportivo de lujo, merced a una relación peso potencia de 0.08 cv/kg. La versión TS española equipaba además de lo ya incluido en la versión "GTL" un salpicadero especial con un completo cuadro de relojes (incluyendo cuentarrevoluciones), asientos integrales deportivos (posteriormente incorporados en la versión "Alpine/Copa"), cinturones de seguridad deportivos bicolor de cuatro puntos con enrollador, proyectores adicionales de largo alcance (similares a los del R-12 S), regulación de la iluminación del cuadro, regulación de altura de luces, llantas especiales deportivas "Gordini" firmadas por la marca "Fergat", maletero tapizado y otros refinamientos propios de vehículos de muy alta gama. 
Como curiosidad el TS (al parecer por motivos de gravamen fiscal) mantuvo por decisión de Renault el colector de escape propio del resto de la gama, que impedía al motor "Cleon" código 810-94 y 1289 cm³ entregar todo su potencial, restando unos 10-12 cv de potencia. En Francia la Regie Nationale optó por ofrecer un "kit" opcional que se instalaba en el concesionario una vez matriculado el vehículo (y por tanto, abonados ya los impuestos), compuesto por colector modificado y escape "Devil", colocando al TS en 75 cv DIN y arrojando una relación peso potencia de 0.097 CV/kg. En España numerosas firmas (entre las que destacaron, por su enorme popularidad y número de unidades vendidas IRESA y VIMESA) optaron por replicar el "kit" Francés, con colectores de escape 4-2-1 y 4-1 y líneas de escape mejoradas, que fueron tremendamente populares en España.
Con esta versión, conocidos pilotos españoles como Carlos Sainz o Jesús Puras se iniciaron en el mundo de los rally. Las versiones preparadas para competición llegaban a rendir en torno a los 100 CV de potencia.
En Francia y otros países europeos existieron Copas monomarca específicas de esta versión, sustituyendo al icónico Renault 8 TS. En España fueron utilizados en la Copa Nacional Renault Iniciación desde 1977.
Sobre la base del TS, se realizó en Francia la edición especial de 2400 unidades denominada "Renault 5 Monte-Carlo" en 1978, replicando los colores de los Renault 5 de Grupo 2 participantes en el Rallye Montecarlo de 1977. Unas pocas unidades llegaron a España, siendo la mayoría destinadas al mercado francés, austríaco y alemán occidental(RFA).
La última versión lanzada al mercado español fue el TX (sustituyendo al TS), que llevaba un motor de 1.397 cc, 63 cv y un carburador vertical Weber 32-DIR 100, de dos cuerpos, además de 5 velocidades. El motor del TX incorporaba un árbol de levas de menor cruce que el TS, lo que le restaba carácter deportivo. Por contra, los consumos mejoraban con respecto al TS. En el TX español se sustituyeron los proyectores de largo alcance del TS por luces antiniebla.

#### Renault 7
El Renault 7 es un automóvil de turismo derivado del Renault 5 producido exclusivamente para España por el fabricante de automóviles francés Renault, entre los años 1974 y 1984. Tiene una carrocería de tres volúmenes, siendo el frontal y los dos primeros volúmenes idénticos a su derivante.

### En México
El Renault 5 fue introducido en México a fines de 1975 como modelo 1976 en una única versión 5 TL. A diferencia de su homónimo francés, el Renault 5 mexicano portaba un motor 1.3 L con 60 CV y una transmisión manual de 4 velocidades con palanca al piso. Posteriormente se introduce el Renault 5 Custom, con acabados más sencillos, conservando la misma mecánica. La publicidad mexicana del Renault 5 hacía alusión al muy reducido consumo de combustible y a sus características de estabilidad.
Para el modelo 1979, el Renault 5 TL es reemplazado por el Renault 5 Mirage, dotado de una apariencia más deportiva en la que destacaban sus rines de aleación en 13", su defensa delantera con deflector (similar a la del Renault 5 Alpine francés) y unos asientos delanteros con reposacabezas integrados, similares a los ya utilizados por el Renault 12 TS en la misma época.
En 1980, el Renault 5 Mirage se desdobla en dos versiones: El Renault 5 Mirage L y el Renault 5 Mirage S, que se diferenciaban por algunos detalles de equipamiento. En 1981 el Renault 5 mexicano toma los faros delanteros del Renault LeCar vendido en los Estados Unidos, aplicándose tanto al Renault 5 Custom como al reunificado Renault 5 Mirage LS. El Renault 5 mexicano se mantiene sin cambios hasta el modelo 1983.
Para 1984, que es el último año del Renault 5 en el mercado mexicano, un motor 1.4 L reemplaza al 1.3 L, tanto en el Renault 5 Custom como en el Mirage, que ahora es rebautizado como Renault 5 Mirage TX. El Renault 5 Mirage TX se distingue de todas las versiones anteriores por sus defensas tipo americano, tomadas del Renault LeCar. En marzo de 1984, tanto el Renault 5 como el Renault 12 son reemplazados por el nuevo Renault Alliance en el mercado mexicano. A la fecha, el Renault 5 (al que cariñosamente se le apoda "el zapatito") es un automóvil codiciado por coleccionistas de automóviles antiguos en México.

### Motorizaciones
| Motores de gasolina            | Motores de gasolina   | Motores de gasolina   | Motores de gasolina   | Motores de gasolina   | Motores de gasolina   | Motores de gasolina   | Motores de gasolina   | Motores de gasolina   | Motores de gasolina   | Motores de gasolina   | Motores de gasolina   | Motores de gasolina   | Motores de gasolina                | Motores de gasolina                       | Motores de gasolina       | Motores de gasolina       | Motores de gasolina | Motores de gasolina | Motores de gasolina |           |
|                                | L                     | L                     | Laureate L            | TL                    | TL                    | Laureate TL           | GTL                   | GTL                   | Laureate GTL          | LS                    | TS                    | TX                    | Alpine copa                        | Alpine Turbo                              | Automatic                 | Automatic TX              |                     |                     |                     |           |
| ------------------------------ | --------------------- | --------------------- | --------------------- | --------------------- | --------------------- | --------------------- | --------------------- | --------------------- | --------------------- | --------------------- | --------------------- | --------------------- | ---------------------------------- | ----------------------------------------- | ------------------------- | ------------------------- | ------------------- | ------------------- | ------------------- | --------- |
| Periodo                        | 1972-1980             | 1977-1984             | 1985                  | 1972-1979             | 1980-1984             | 1985                  | 1976-1979             | 1980-1984             | 1985                  | 1974-1975             | 1975-1981             | 1982-1984             | 1976-1981                          | 1982-1985                                 | 1978-1981                 | 1982-1984                 |                     |                     |                     |           |
| Tipo de motor                  | L4 8v, carburación    | L4 8v, carburación    | L4 8v, carburación    | L4 8v, carburación    | L4 8v, carburación    | L4 8v, carburación    | L4 8v, carburación    | L4 8v, carburación    | L4 8v, carburación    | L4 8v, carburación    | L4 8v, carburación    | L4 8v, carburación    | L4 8v, carburación de doble cuerpo | L4 8v, carburación de doble cuerpo, turbo | L4 8v, carburación        | L4 8v, carburación        |                     |                     |                     |           |
| Identificación del motor       | 839                   | B1B                   | C1C                   | C1C                   | 688                   | 688                   | 810                   | C1E                   | C1E                   | 810                   | 810                   | C1J                   | 840                                | C6J                                       | 810                       | C1J                       |                     |                     |                     |           |
| Diámetro x carrera             | 55.8 mm x 80.0 mm     | 58.0 mm x 80.0 mm     | 65.0 mm x 72.0 mm     | 65.0 mm x 72.0 mm     | 70.0 mm x 72.0 mm     | 70.0 mm x 72.0 mm     | 73.0 mm x 77.0 mm     | 70.0 mm x 72.0 mm     | 70.0 mm x 72.0 mm     | 73.0 mm x 77.0 mm     | 73.0 mm x 77.0 mm     | 76.0 mm x 77.0 mm     | 76.0 mm x 77.0 mm                  | 76.0 mm x 77.0 mm                         | 73.0 mm x 77.0 mm         | 76.0 mm x 77.0 mm         |                     |                     |                     |           |
| Cilindrada                     | 782 cm³               | 845 cm³               | 956 cm³               | 956 cm³               | 1108 cm³              | 1108 cm³              | 1289 cm³              | 1108 cm³              | 1108 cm³              | 1289 cm³              | 1289 cm³              | 1397 cm³              | 1397 cm³                           | 1397 cm³                                  | 1289 cm³                  | 1397 cm³                  |                     |                     |                     |           |
| Relación de compresión         | 8.5: 1                | 8.0: 1                | 8.5: 1                | 8.5: 1                | 9.5: 1                | 9.5: 1                | 9.5: 1                | 9.5: 1                | 9.5: 1                | 9.5: 1                | 9.5: 1                | 9.25: 1               | 10.0: 1                            | 8.6: 1                                    | 8.5: 1                    | 9.25: 1                   |                     |                     |                     |           |
| Potencia máxima: CV (kW) @ rpm | 36 CV (27 kW) @ 5200  | 37 CV (28 kW) @ 5500  | 44 CV (33 kW) @ 5500  | 47 CV (35 kW) @ 5500  | 45 CV (34 kW) @ 4400  | 45 CV (34 kW) @ 4400  | 42 CV (31 kW) @ 5000  | 47 CV (35 kW) @ 4400  | 47 CV (35 kW) @ 4400  | 64 CV (48 kW) @ 6000  | 64 CV (48 kW) @ 6000  | 63 CV (47 kW) @ 5250  | 93 CV (69 kW) @ 6400               | 110 CV (82 kW) @ 6000                     | 55 CV (41 kW) @ 5750      | 59 CV (44 kW) @ 5250      |                     |                     |                     |           |
| Par máximo: Nm @ rpm           | 52 Nm @ 3000          | 58 Nm @ 2500          | 64 Nm @ 3500          | 64 Nm @ 3500          | 85 Nm @ 2000          | 85 Nm @ 2000          | 84 Nm @ 2000          | 85 Nm @ 2000          | 85 Nm @ 2000          | 94 Nm @ 3500          | 94 Nm @ 3500          | 103 Nm @ 3000         | 116 Nm @ 4000                      | 149 Nm @ 4000                             | 94 Nm @ 2500              | 101 Nm @ 3000             |                     |                     |                     |           |
| Tracción                       | Delantera             | Delantera             | Delantera             | Delantera             | Delantera             | Delantera             | Delantera             | Delantera             | Delantera             | Delantera             | Delantera             | Delantera             | Delantera                          | Delantera                                 | Delantera                 | Delantera                 | Delantera           | Delantera           | Delantera           | Delantera |
| Transmisión                    | Manual, 4 velocidades | Manual, 4 velocidades | Manual, 4 velocidades | Manual, 4 velocidades | Manual, 4 velocidades | Manual, 4 velocidades | Manual, 4 velocidades | Manual, 4 velocidades | Manual, 5 velocidades | Manual, 4 velocidades | Manual, 4 velocidades | Manual, 5 velocidades | Manual, 5 velocidades              | Manual, 5 velocidades                     | Automática, 3 velocidades | Automática, 3 velocidades |                     |                     |                     |           |
| Peso                           | 730 kg                | 730 kg                | 775 kg                | 785 kg                | 760 kg                | 745 kg                | 745 kg                | 760 kg                | 785 kg                | 770 kg                | 800 kg                | 830 kg                | 850 kg                             | 870 kg                                    | 810 kg                    | 830 kg                    |                     |                     |                     |           |
| Velocidad máxima               | 120 km/h              | 126 km/h              | 136 km/h              | 135 km/h              | 137 km/h              | 137 km/h              | 136 km/h              | 132 km/h              | 135 km/h              | 155 km/h              | 151 km/h              | 154 km/h              | 175 km/h                           | 186 km/h                                  | 140 km/h                  | 142 km/h                  |                     |                     |                     |           |
| Consumo combinado (L/100 km)   | -                     | 6.5                   | -                     | 7.9                   | -                     | -                     | -                     | 6.1                   | 6.1                   | 7.9                   | 7.9                   | 7.0                   | 7.5                                | 8.2                                       | 8.2                       | 7.5                       |                     |                     |                     |           |

## Los deportivos

### Renault 5 Alpine, Copa y Gordini (1976–1982)

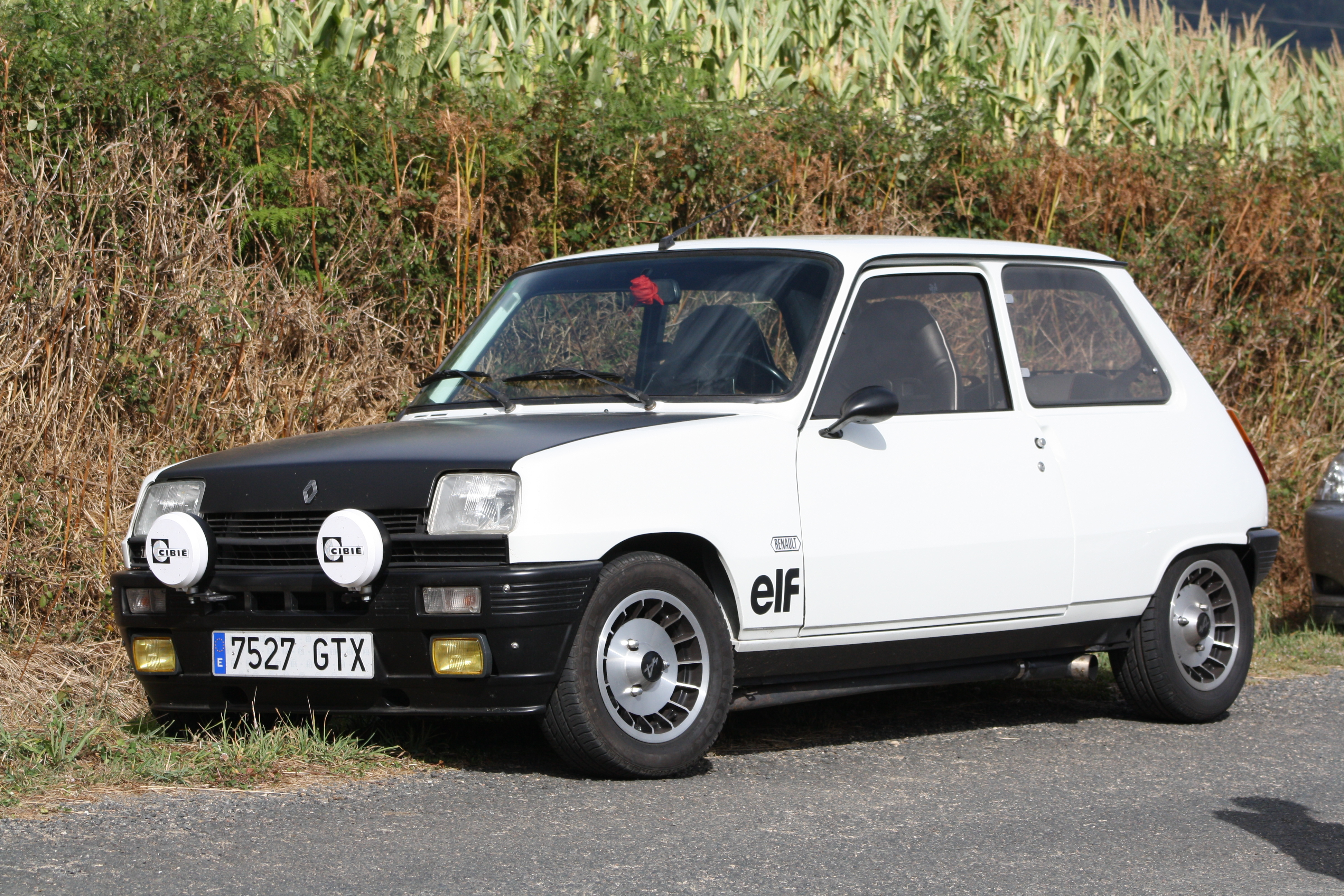
Renault 5 Alpine

En 1976 surge el equipado con un motor de 1397cc y 93cv, respondiendo a la necesidad de producir una versión distinguidamente potenciada, generada por la aparición de los "GTI", coches compactos con una relación peso/potencia excelente y comportamiento deportivo. En España, la popularidad de las Copas de promoción que organizaba Renault teniendo como protagonista el modelo 5, hicieron que a los Alpine y Alpine Turbo se les denominase Copa y Copa Turbo respectivamente. Exteriormente era igual al resto de modelos excepto por el anagrama de Alpine(Francia) o Copa (España), llantas más anchas que el resto de la gama y un paragolpes delantero más grande y deportivo, que al igual que sucedía con el capó, era de color negro para la versión Copa , independientemente del color de la carrocería, que en esta versión únicamente se podía elegir entre blanco, amarillo y naranja. Su producción finalizó en 1982 con la aparición de lo fue su evolución, el Alpine Turbo.

### Renault 5 Alpine Turbo y Copa Turbo (1982–1984)
En 1982 se recurre a la sobrealimentación para evolucionar la versión Alpine, lo que da lugar al Renault 5 Alpine Turbo, con mayor proyección a la competición y circuitos. Tenía la misma cilindrada que la versión anterior, pero gracias al Turbo se pasaban de los 93cv del anterior a los 108 que hicieron famoso a este modelo. El Turbo en cuestión era un Garrett T3 (utilizado anteriormente en el Renault 5 Turbo 1 y Turbo 2) y se mantenía el mismo sistema de alimentación que el de la versión Alpine, un carburador de doble cuerpo. Exteriormente y respecto de la versión Alpine/Copa, se distinguía únicamente por llevar llantas de aleación, los anagramas e inscripciones "Turbo", y porque el color del capó era el mismo que el resto de la carrocería. Los colores a elegir eran el rojo, negro y blanco Renault 5 alpine turbo. Esta versión se produjo hasta 1984.

### Renault 5 Turbo y Turbo 2 (1980–1986)

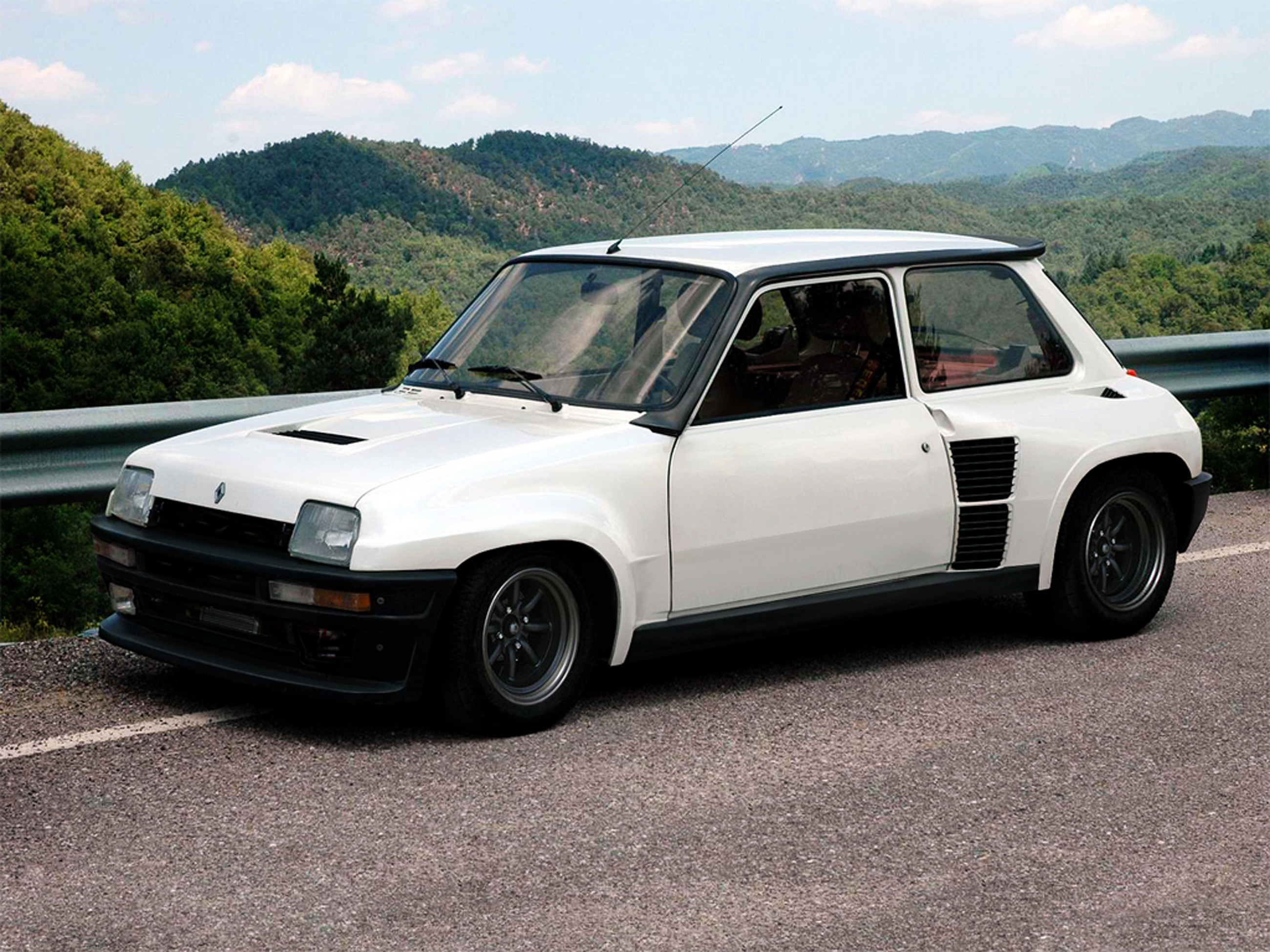
Renault 5 Turbo

Entre la producción del Alpine y el Alpine Turbo, concretamente desde 1980 a 1982, Renault diseñó una versión radicalmente distinguida tanto exterior como interiormente, recibió el nombre de Renault 5 Turbo.
Se basaba en el Renault 5, pero su carrocerías fue modificada necesariamente debido a que el motor era central y la propulsión trasera, el interior lo diseñó Bertone. Exteriormente contaba con un capó, llantas, paragolpes y aletas diferentes a cualquier modelo, una parte posterior más ancha con entradas de aire para refrigerar el motor y se instaló un discreto alerón. El techo y las puertas eran de fibra de vidrio. Tanto al eje delantero como al trasero se le dotó de discos de freno ventilados, el ancho de las llantas aumentó considerablemente sobre todo en el eje trasero, el cual contaba significadamente con una mayor vía que el eje delantero. Los neumáticos traseros eran de 220mm de ancho a diferencia de los delanteros que contaban con 190mm de ancho, ambos con un perfil de 50. El motor contaba con la misma capacidad que el Alpine y Alpine Turbo (1397cc), pero se cambió el sistema de alimentación, dando paso el carburador al innovador sistema de inyección mecánica K Jetronic de Bosch, la cual se acompañó de un elemento con el cual Renault comenzó a experimentar, la sobrealimentación, representada por un turbo Garrett modelo T3, que soplaba a 0,85 bares, y con intercooler. Este turbo es el mismo que utilizaría la versión Alpine Turbo dos años más tarde. Con estas modificaciones el motor rendía 160 cv a 6000 revoluciones por minuto y conseguía establecer el registro de 6.4 segundos en la prueba de 0-100 km/h.
El reparto de pesos quedaba al 40% en la parte delantera y el 60% en la trasera, que implicaba un comportamiento claramente sobrevirador del vehículo. Renault, que ya había comenzado a competir en Grupo 2 con los Alpine Turbo, decidió introducir los Turbo 1 en Grupo 4. A finales de 1982 salió a la luz el sucesor del Renault 5 Turbo, recibiendo la denominación de Renault 5 Turbo 2. Exteriormente era idéntico, únicamente se distinguía del anterior por las inscripciones "Turbo 2" de sus laterales, y porque sus puertas y techo eran de chapa de acero. El sistema de suspensión se había readaptado, conservando la estructura original de brazos superpuestos delante con barras de torsión pero sustituyendo a estas por muelles helicoidales concéntricos al amortiguador en el tren trasero. 
Este modelo sirvió para que Renault introdujera en competición, concretamente en Grupo B (se acababa de crear), la versión de Renault 5 denominada Cevennes.
Tuvo una aparición cinematográfica en Nunca digas nunca jamás, una película de James Bond no oficial donde a Sean Connery lo persigue con una moto Yamaha.

### Renault 5 Cevennes
El nombre de «Cevennes» se utilizó en honor a una victoria de Jean Ragnotti en el Rally des Cevennes con un Renault 5 Turbo. Esta versión desarrollaba una potencia de 200 cv gracias a las mejoras instaladas respecto de la versión de calle (Turbo 2), era un coche carreras-cliente, ya que se vendía a particulares que estaban inmersos en la competición.

### Renault 5 Tour de Corse
Posterior a la versión Cevennes, se desarrolló una versión que ofrecía 220 cv a 6800 rpm y un par de 34 mkg a 4000 rpm, destinado literalmente a la competición, recibió el nombre de Tour de Corse y se diferenciaba del Cevennes por los pilotos intermitentes y los faros antinieblas. En el Tour de Corse los faros eran redondos y los intermitentes estaban en disposición vertical a diferencia del Cevennes que tenía faros antinieblas rectangulares e intermitentes colocados horizontalmente.
Su peso en vacío era de 930 kg. Solo se produjeron 200 Tour de Corse y estaban numerados. Actualmente el valor de una de estas unidades ronda los 90.000 €. Son unidades escasas y muy cotizadas.

### Renault 5 Maxi Turbo (1984)

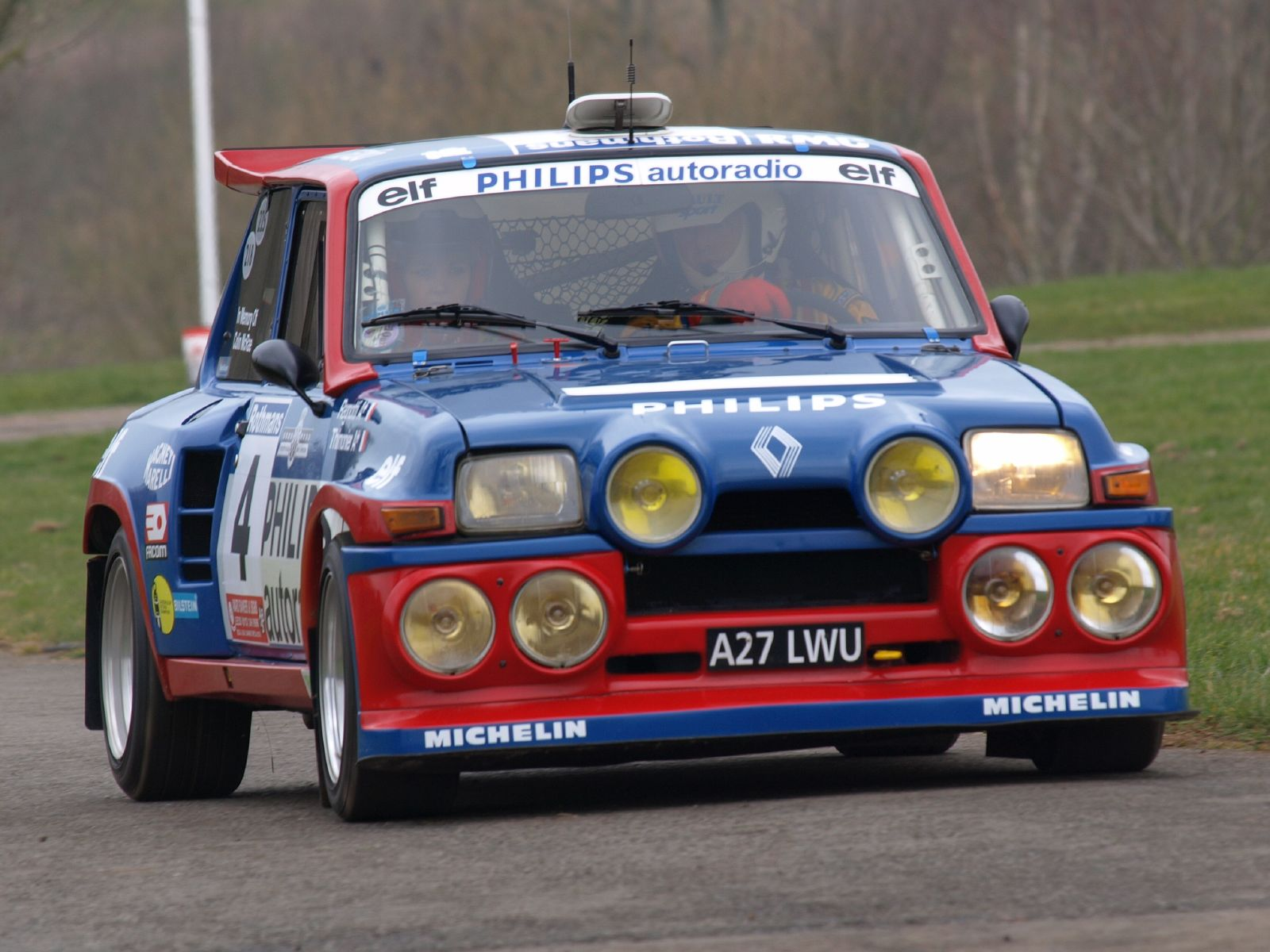
Renault 5 Maxi Turbo.

En 1984 era cuando Renault mostraba la última evolución del Tour de Corse, la que sería absoluta y definitiva, llamada Renault 5 Maxi Turbo. El Maxi Turbo incorporó un nuevo motor, pasando de los 1397 cc a los 1527 cc gracias a la incorporación de nuevos cilindros, éstos eran de 78 mm y no de 76 mm como el del 1.4 y con un nuevo bloque motor, mayor de un nuevo cigüeñal que aumentó la carrera de 77 a 82 mm. Esta configuración se adoptó para ofrecer el máximo par al régimen de vueltas más bajo posible. A la inyección K Jetronic de Bosch se acopló un sistema de regulación electrónica de Renault Sport. El Turbo ya no era un Garrett T3 sino un Garrett T3/T4 previsto para una presión de sobrealimentación que puede variar entre 1,6 y 1,85 bar (con mando de regulación desde el puesto de pilotaje). La presión de sobrealimentación puede llegar así a 2,85 bar. El motor con esta configuración ofrecía 350 cv a 6500 rpm y un par de 43 mkg a 4000 rpm.
Renault Sport mandó fabricar un intercooler aire/agua para refrigerar el aire comprimido. Este se situó en la parte delantera colindante al radiador de agua. El tren delantero, estaba equipado con rótulas reforzadas, muelle helicoidal de flexibilidad variable, amortiguador de gas Bilstein y pasos de ruedas con canalizaciones de 80 mm para refrigerar los discos. La admisión contaba con un sistema de inyección de agua que mejoraba la refrigeración. El cárter era de tipo seco, los pistones forjados y al igual que las válvulas de escape, estaban refrigerados por aceite. El encendido era de tipo electrónico cartográfico del fabricante Magneti Marelli modelo Microplex.
El peso en vacío del Renault 5 Maxi Turbo era de 905 kg y su relación peso potencia de 2,58 kg/cv. Los cárteres de embrague y de caja se construyeron en magnesio, con un diseño que facilitaba las intervenciones rápidas en rallyes. La piñonería había sido reforzada, los rodamientos eran especiales y el par cónico de mayor diámetro. Había tres relaciones de puente posibles: 9x35, 8x35 y 9x31. El diferencial autoblocante, de disco, solía generalmente estar regulado al 45% y el aceite del conjunto caja-puente, estaba refrigerado por un circuito que comprendía una bomba eléctrica con regulación termostática y un radiador de aluminio. El depósito era de 100 litros fabricado con material elástico y los baquets eran de fibra de carbono.
El casco estaba fabricado en acero con el techo y puertas de aluminio, mientras que las aletas, el portón trasero, los parachoques y el carenado integral de los bajos, era de kevlar-carbono. Así el Maxi Turbo logró un 30% más de rigidez.
Respecto a la suspensión, se utilizaba un nuevo diseño, con rótulas de mayor capacidad, una cremallera de dirección montada de forma mucho más rígida, barras estabilizadoras mandadas por rótulas, muelles helicoidales con dos niveles de flexibilidad, los amortiguadores de gas eran unos Bilstein y los topes progresivos habían sido realizados por Kleber. Para el frenado, regulable desde el habitáculo, el mismo montaje delante que detrás, con discos ventilados de 276,6 mm de diámetro por 26,1 mm de espesor y estribos de cuatro pistones de 38 mm de diámetro. El freno de mano era hidráulico.
El Maxi estaba equipado con llantas de 8x15 delante y 11x15 detrás en lugar de 7x15 y 9x16,5 en la versión Tour de Corse. A la izquierda del volante, cuatro pequeños relojes de temperatura de agua, presión de aceite, temperatura de aceite y carga de la batería. A los lados de la columna de dirección, el velocímetro y el cuentavueltas y de nuevo un grupo de cuatro relojes, de los que dos habían sido inutilizados y otros destinados al nivel de gasolina. Más a la derecha se puede observar el reloj de presión de la bomba de gasolina y la presión de sobrealimentación y muy cerca de esta última, la famosa manecilla que permitía jugar con el tarado de la válvula de descarga y por ello con la presión de sobrealimentación.
Encima del indicador de la presión de sobrealimentación estaba el testigo luminoso que indicaba que la inyección de agua estaba funcionando correctamente (a partir de 2,2 bar) y un pequeño reloj de lectura digital que daba la temperatura del aire de admisión (generalmente sobre los 30 °C). Entre los testigos luminosos encontrábamos junto al cuentavueltas un testigo de no funcionamiento de la inyección de agua y un testigo de temperatura de agua de la caja de cambios.
El coche en el Grupo B ganó su primer y único rally en 1985, año y rally de su debut, el Tour de Corse. A pesar de la multitud de leyendas, oficialmente solo se fabricaron 20 unidades de Renault 5 Maxi Turbo, de las cuales 8 se destinaron a competición y las otras 12 a repuestos. Era una versión que Renault en un principio no vendía a equipos privados a excepción de uno que vendieron al andorrano Gerard de la Casa por la cesión de un Tour de Corse que Renault Sport le pidió para que Dany Snobeck corriese el Rally de Montecarlo. Este Tour de Corse no era uno de los 20 numerados, sino uno hecho a partir de piezas de Renault Sport. Aunque el mismo Gerard expresó que en 1985 compró uno directamente a Renault completamente nuevo sin estrenar, de hecho, aún lo mantiene. El fin de los Grupos B significó el fin de los planes de Renault Sport acerca del Renault 5 y su evolución en la competición.
Las dos unidades que FASA Renault poseía las condujo Carlos Sainz a lo largo de su trayectoria deportiva con este vehículo.
Las dos fueron vendidas y se transformaron en 4x4. Con una de ellas, Guillermo Barreras ganó un campeonato de tierra, la otra unidad terminó en Japón. En Galicia, en el concesionario Rodosa acabó un ejemplar de Maxi Turbo que nunca participó en competición. Se compró la carrocería y todo el lote de piezas para hacerlo. Supuestamente también tienen un Tour de Corse no catalogado y un Clio Maxi.

## Renault Supercinco

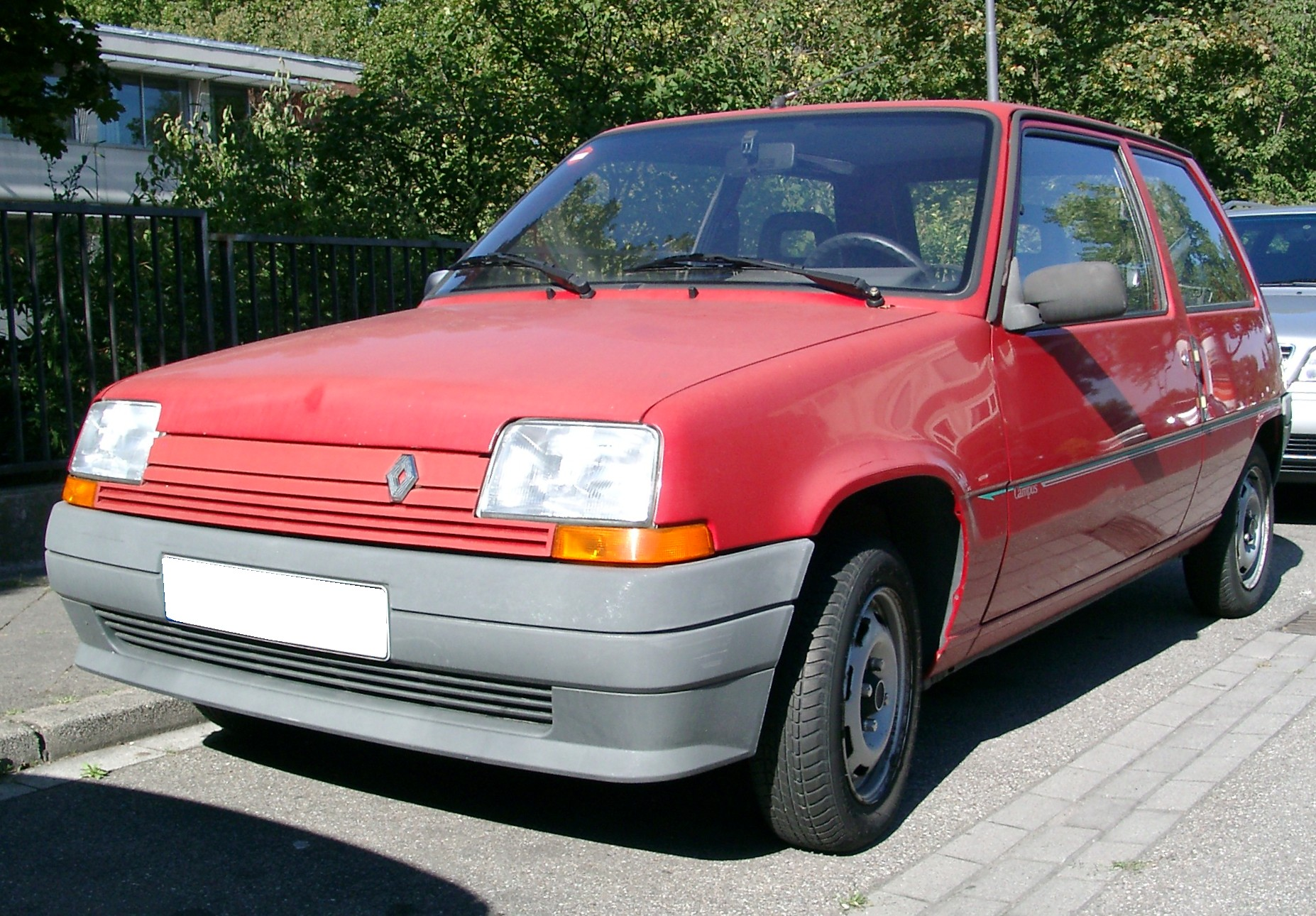
Renault Supercinco.

Es un automóvil de turismo del segmento B producido por el fabricante francés Renault entre los años 1984 y 1996 para sustituir al Renault 5, por lo que también es conocido como Renault 5 II. El vehículo tiene una longitud de 3590 mm, una anchura de 1590 mm, una altura de 1390 mm y una distancia entre ejes de 2407 mm. El peso, según la versión, oscila entre 760 y 860 kilogramos.
Su diseño está inspirado en el perfil de su precursor, aunque este es algo más largo y bajo que el R5. Entre los años 1984 y 1996 Renault produjo más de dos millones de unidades en las plantas de Billancourt, Dieppe y Flins-sur-Seine, Francia; Bruselas y Vilvoorde, Bélgica; Palencia, España; Setúbal, Portugal; Mariara, Venezuela y, a partir de 1989, Novo Mesto, Eslovenia. En su primer año de producción se fabricaron 500 000 vehículos, repartidos entre versiones de tres, cuatro y cinco puertas, aunque el año en que más automóviles se fabricaron fue 1988. En total se comercializaron veintidós versiones, así como treinta y cinco ediciones limitadas. Tuvo por rivales a modelos como el Citroën AX, el Fiat Uno, el Ford Fiesta, el Opel Corsa, el Peugeot 205 o el Volkswagen Polo, entre otros.
El desarrollo del Renault Supercinco se inició en 1978 y recibió el nombre de Proyecto 140. El plan se prolongó durante más de seis años; ninguna de las propuestas del equipo de diseño eran aprobadas al ser testadas por una muestra de consumidores. Esta situación se mantuvo sin cambios hasta que el diseñador Marcello Gandini —a quien corresponde la autoría de muchos automóviles deportivos italianos de los años 1960 y 1970— entró a formar parte del Proyecto 140. Su propuesta era simple, adaptar el R5 a las nuevas necesidades del mercado automovilístico. Para ello aplicó la técnica que usaban desde hacía décadas marcas de lujo; crear un vehículo cuyo aspecto recordara a su predecesor, el cual ya tenía el favor del público.
El Supercinco se basa en el bastidor de los Renault 9/11, por lo que cuenta con una mayor habitabilidad que la de su predecesor. Su motor de gasolina es de tracción delantera transversal; la gama comprende desde los 956 cc de cilindrada, dos válvulas por cilindro y 42 CV de potencia máxima de la versión C hasta los 1397 cc de cilindrada, dos válvulas por cilindro y 120 CV de potencia máxima de la versión GT Turbo y los 1595 cc y 55 cv de las equipadas con motor diésel. La velocidad punta más elevada del Supercinco la registra el GT Turbo fase 2, 204 km/h (126 mph), y acelera de 0 a 100 km/h en ocho segundos.
La versión GT del Supercinco participó entre 1986 y 1991 en el Campeonato Mundial de Rally, hasta que fue sustituido por el Renault Clio Williams. Destacan los pilotos Gustavo Trelles, Jean Ragnotti y Alain Oreille; este último se proclamó bicampeón del Campeonato Mundial de Rally de Automóviles de Producción (1989 y 1990) además de obtener la victoria en el Rally de Costa de Marfil de 1989 a los mandos de un Supercinco. También ha competido en certámenes continentales, nacionales y regionales.
Con el paso de los años se ha convertido en un icono de la década de 1980; numerosas asociaciones dan cuenta de ello y son muchos los que todavía en el año 2025 se desplazan diariamente en uno de estos polivalentes franceses. Sin embargo, diversos factores como el tiempo que transcurrió entre su lanzamiento y la llegada del Clio, la variedad en el sector de la época y que su diseño se asemejara al R-5, provocaron que no llegara a ser un vehículo tan mitificado como su antecesor. No quita ello que esté presente en múltiples colecciones de automóviles en miniatura ni que haya aparecido en otros medios como la música, el cine, la televisión o los videojuegos de carreras.

### SAIPA 5 y Pars Khodro Sepand: (1980–2005)
La empresa iraní SAIPA fabricaba el R5 desde 1980 como SAIPA 5. El modelo, renombrado Sepand, fue adquirido por Pars Khodro en 1997, y continuó en producción, con sucesivos cambio de imagen, como Pars Khodro Sepand II (hasta 2000) y Pars Khodro Sepand PK (hasta 2005), aunque con motorizaciones de otros orígenes.

## Renault 5 EV (2024)

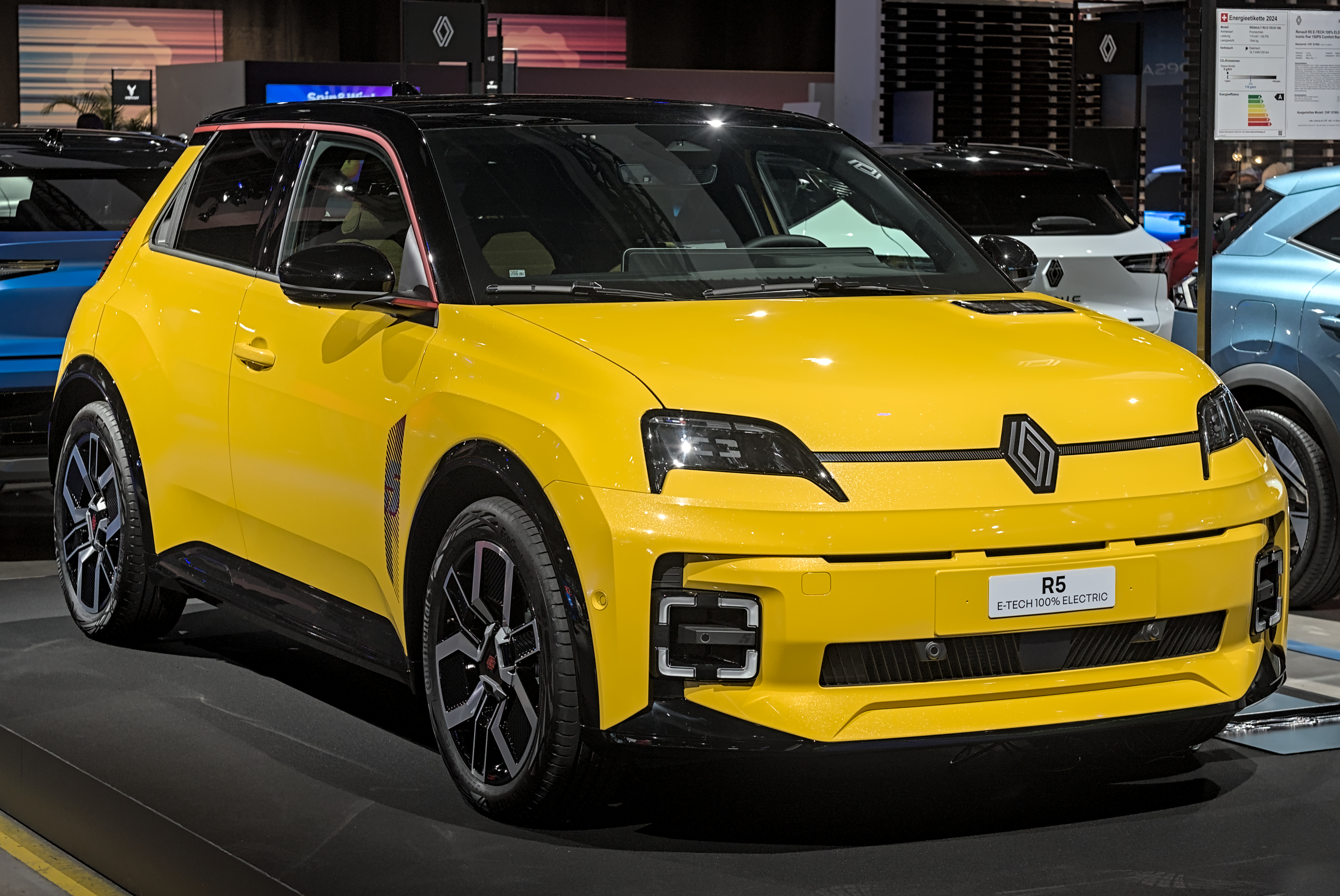
Renault 5 E-Tech

El Renault 5 regresó en 2024 como un hatchback eléctrico con detalles de diseño inspirados en el diseño original y el Renault 5 Turbo.
En enero de 2025, el Renault 5 E-Tech eléctrico fue galardonado con el prestigioso título de Coche del Año en Europa 2025, compartiendo este honor con el Alpine A290. Ambos modelos, que comparten la plataforma AmpR Small dedicada a vehículos eléctricos compactos, destacaron por su diseño innovador y tecnología avanzada. El jurado, compuesto por 60 periodistas de 23 países, otorgó a estos vehículos 353 puntos, superando al Kia EV3, que obtuvo 291 puntos, y al Citroën C3/ë-C3, con 215 puntos.